# マイケル・ピネダ
- マイケル・ピネイダ

マイケル・フランシスコ・ピネダ・ポーリーノ（Michael Francisco Pineda Paulino, 1989年1月18日 - ）は、ドミニカ共和国サン・クリストバル州ヤグアテ出身のプロ野球選手（投手）。右投右打。現在は、フリーエージェント（FA）。
「マイケル・ピネイダ」と表記されることもある。

## 経歴

### プロ入り前
ドミニカ共和国のサン・クリストバルに生まれる。

### プロ入りとマリナーズ時代

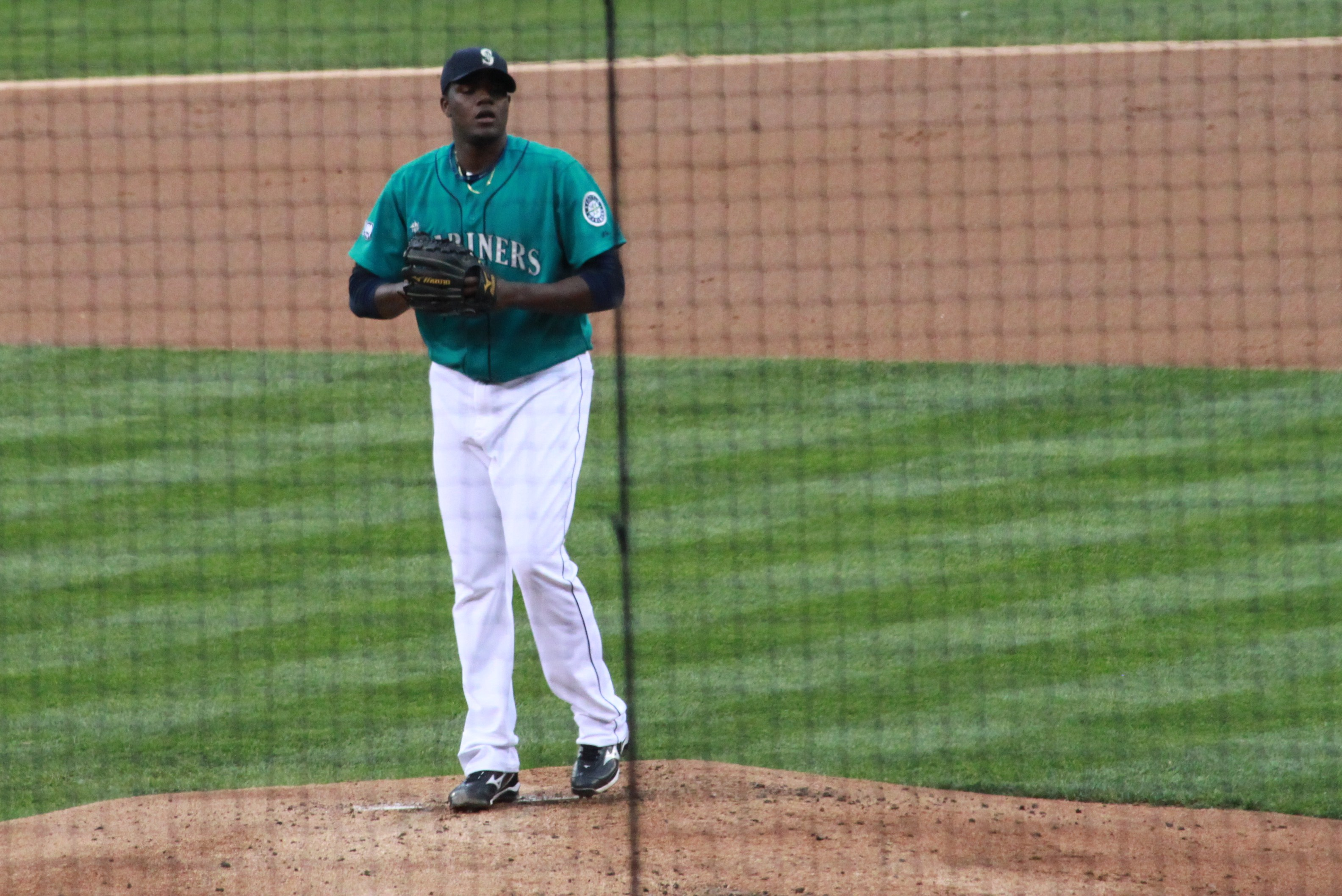
シアトル・マリナーズ時代
(2011年6月17日)

2005年に16歳でマリナーズと契約し、2006年にルーキー級ドミニカン・サマーリーグでプロデビューした。
2010年はAA級ウエストテン・ダイアモンドジャックスで8勝1敗、AAA級タコマ・レイニアーズで3勝3敗の成績を残した。
2011年4月5日のテキサス・レンジャーズ戦で先発し、メジャーデビューを果たした。6回を投げ3失点し、敗戦投手となった。2回目の登板となった4月12日のトロント・ブルージェイズ戦で7回1/3を2失点に抑えメジャー初勝利を挙げた。4月は5試合登板で4勝1敗、防御率2.01の成績で月間最優秀新人に選ばれた。また、オールスターにも選出され、1イニングを投げて2奪三振と持ち味を発揮した。

### ヤンキース時代

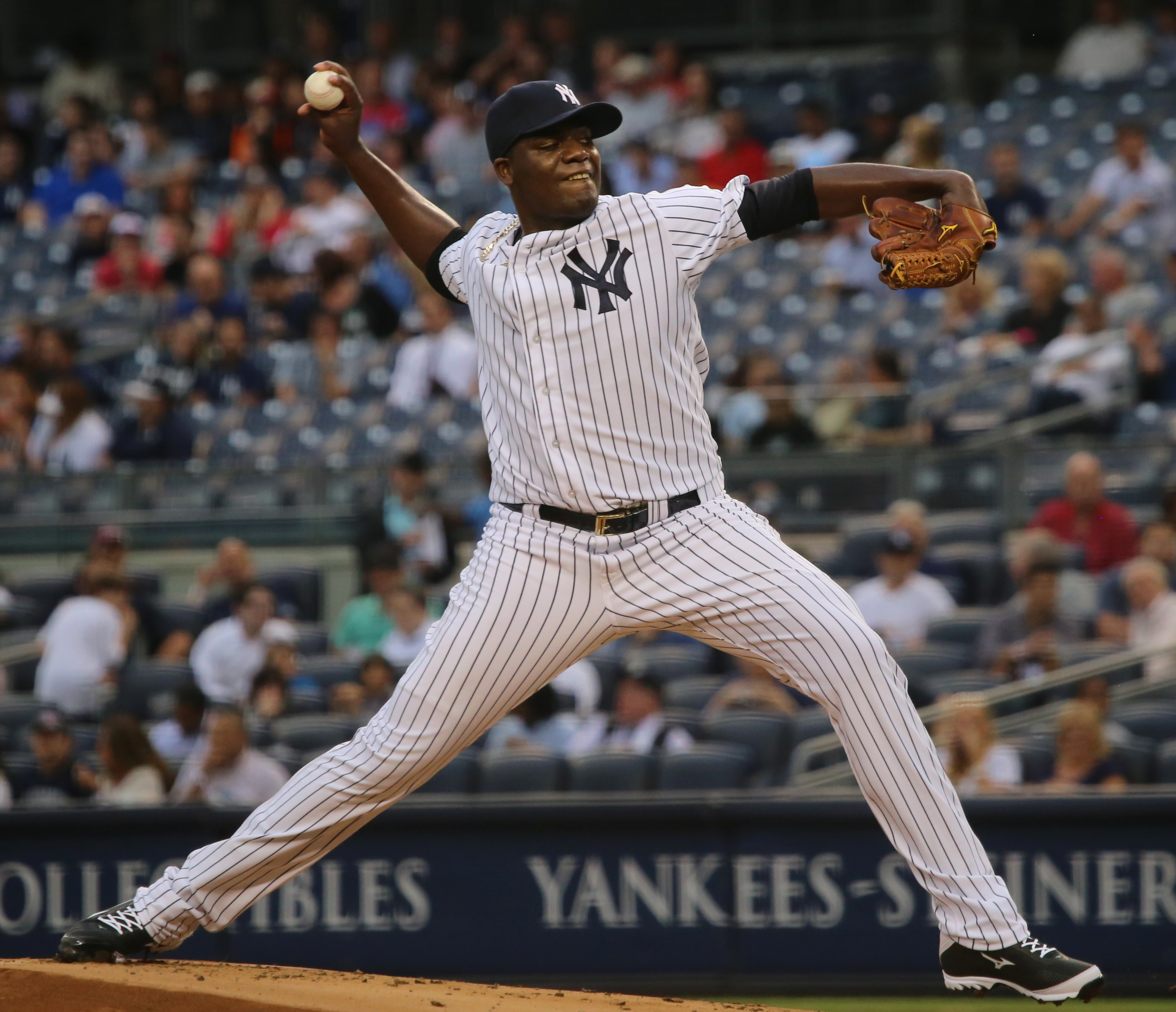
ニューヨーク・ヤンキース時代
(2015年6月17日)

2012年1月13日にヘスス・モンテロ、ヘクター・ノエシとのトレードで、ビセンテ・カンポスと共にニューヨーク・ヤンキースに移籍した。高齢選手の多いヤンキースの中で数少ない若手として期待されたシーズンであったが、スプリングトレーニング中に右肩に痛みを訴え開幕から故障者リスト入りした。その後、5月1日に右肩の手術が決まり今季絶望となってしまった。結局2012年のヤンキースでは1球も投げることが出来ぬままにシーズンを終え、周囲の期待を大きく裏切る結果となってしまった。
2013年も開幕から60日間の故障者リスト入りし、6月9日に傘下のA+級タンパ・ヤンキースで復帰。6月下旬にAA級トレントン・サンダーへ昇格。7月6日に故障者リストから外れ、AAA級スクラントン・ウィルクスバリ・レイルライダースでプレー。AAA級スクラントン・ウィルクスバリでは6試合に登板し1勝1敗、防御率3.86だった。
2014年は開幕ロースター入りし、4月5日のブルージェイズ戦で先発起用され、3年振りにメジャーのマウンドへ復帰。5回を投げ、5安打1失点5奪三振と好投したが、味方の援護がなく負け投手となった。4月10日のボストン・レッドソックス戦において、手のひらに松やにが塗られているように見えたが、次のイニングには消えていたため、レッドソックス監督のジョン・ファレルは抗議せず、ピネダも松やにの使用を否定した。しかし4月23日のレッドソックス戦では、2回裏2死の場面で「首に不正物質が塗られている」とファレル監督が抗議し、ピネダが松やにを使った不正投球を行ったことを審判が判断、退場処分を受けた。4月24日にメジャーリーグ機構が10試合の出場停止処分を発表した。5月6日に出場停止処分が解けたが、同日に大円筋の故障で15日間の故障者リスト入りした。6月4日に60日間の故障者リストへ異動した。8月13日に故障者リストから外れ、ロースターへ復帰した。同日のボルチモア・オリオールズ戦で4月23日以来となるメジャーでの先発登板をし、67球を投げ5回1失点、勝敗はつかなかった。この年は離脱した期間が長かったこともあり13試合の先発登板で5勝に終わったものの、防御率1.89、被打率.198、WHIP0.83 など優れた数字を残した。
2015年は序盤からローテーションに定着し、途中戦線離脱もあったが、防御率4.37・12勝10敗・156奪三振という一定の成績を残した。規定投球回には届かなかったが、田中将大やネイサン・イオバルディなども離脱した期間があったため、投球イニングはCC・サバシアに次ぐチーム2位だった。
2016年はフルシーズン先発ローテーションに入り、32試合に登板してルーキーイヤーの2011年以来となる規定投球回到達を果たした。6勝12敗、防御率4.82の成績だったが、アメリカンリーグ6位の207奪三振、同トップの奪三振率10.6、またxFIPでも同トップの3.30をマークする など、一定の復活劇を見せた。
2017年も開幕から先発ローテーションに入り、7月の段階でチームトップの8勝を挙げていたが、右肘靱帯損傷でトミー・ジョン手術を受けることとなり、シーズン終了となった。この年は17試合先発で8勝4敗、防御率4.39という成績だった。オフの11月2日にノンテンダーFAとなった。

### ツインズ時代
2017年12月13日にミネソタ・ツインズと2年1000万ドル（2018年200万ドル、2019年800万ドル）で契約を結んだ。
2018年は前年の手術の影響もあり、マイナーで4試合にリハビリ登板したのみだった。
2019年4月にメジャー復帰した。先発ローテーション投手として登板していたが、9月7日に禁止薬物であるヒドロクロロチアジドが検出されて薬物検査違反で60試合の出場停止となったため、以降の登板は無かった。オフの10月31日にFAとなった が、12月10日に2年総額2000万ドルで再契約を結んだ。この年は18試合（先発3試合）に登板して2勝0敗1セーブ、防御率2.25、31奪三振を記録した。
2020年は5試合に先発登板して2勝0敗、防御率3.38、25奪三振を記録した。
2021年は22試合（先発21試合）に登板して9勝8敗、防御率3.62、88奪三振を記録した。オフの11月3日にFAとなった。

### タイガース時代
2022年3月19日にデトロイト・タイガースと550万ドルの単年契約を結んだ。オプションとして最大250万ドルの出来高が含まれる。9月4日にDFAとなり、7日に自由契約となった。

## 投球スタイル
制球力が持ち味で、最速99.8mph（約161km/h）・平均93mph（約150km/h）のファストボール（フォーシーム、ツーシーム、カッター）と、平均85mph（約137km/h）の縦に落ちるスライダー、平均88mph（約142km/h）のチェンジアップを投げる。2メートルを超える巨体ながら、打席に立った時は俊足を見せる。マウンド上では感情を表に出さず、イチローが「そこが一番びっくりするところ」と評している。

## 詳細情報

### 年度別投手成績
| 年 度    | 球 団    | 登 板 | 先 発 | 完 投 | 完 封 | 無 四 球 | 勝 利 | 敗 戦 | セ 丨 ブ | ホ 丨 ル ド | 勝 率 | 打 者 | 投 球 回 | 被 安 打 | 被 本 塁 打 | 与 四 球 | 敬 遠 | 与 死 球 | 奪 三 振 | 暴 投 | ボ 丨 ク | 失 点 | 自 責 点 | 防 御 率 | W H I P |
| -------- | -------- | ----- | ----- | ----- | ----- | -------- | ----- | ----- | -------- | ----------- | ----- | ----- | -------- | -------- | ----------- | -------- | ----- | -------- | -------- | ----- | -------- | ----- | -------- | -------- | ------- |
| 2011     | SEA      | 28    | 28    | 0     | 0     | 0        | 9     | 10    | 0        | 0           | .474  | 696   | 171.0    | 133      | 18          | 55       | 1     | 5        | 173      | 9     | 0        | 76    | 71       | 3.74     | 1.10    |
| 2014     | NYY      | 13    | 13    | 0     | 0     | 0        | 5     | 5     | 0        | 0           | .500  | 290   | 76.1     | 56       | 5           | 7        | 0     | 0        | 59       | 3     | 1        | 18    | 16       | 1.89     | 0.83    |
| 2015     | NYY      | 27    | 27    | 1     | 0     | 1        | 12    | 10    | 0        | 0           | .545  | 668   | 160.2    | 176      | 21          | 21       | 0     | 3        | 156      | 4     | 0        | 83    | 78       | 4.37     | 1.23    |
| 2016     | NYY      | 32    | 32    | 0     | 0     | 0        | 6     | 12    | 0        | 0           | .333  | 756   | 175.2    | 184      | 27          | 53       | 1     | 6        | 207      | 7     | 0        | 98    | 94       | 4.82     | 1.35    |
| 2017     | NYY      | 17    | 17    | 0     | 0     | 0        | 8     | 4     | 0        | 0           | .667  | 410   | 96.1     | 103      | 20          | 21       | 0     | 2        | 92       | 5     | 1        | 55    | 47       | 4.39     | 1.29    |
| 2019     | MIN      | 26    | 26    | 0     | 0     | 0        | 11    | 5     | 0        | 0           | .688  | 600   | 146.0    | 141      | 23          | 28       | 1     | 5        | 140      | 8     | 0        | 68    | 65       | 4.01     | 1.16    |
| 2020     | MIN      | 5     | 5     | 0     | 0     | 0        | 2     | 0     | 0        | 0           | 1.000 | 111   | 26.2     | 25       | 0           | 7        | 0     | 1        | 25       | 0     | 0        | 10    | 10       | 3.38     | 1.20    |
| 2021     | MIN      | 22    | 21    | 0     | 0     | 0        | 9     | 8     | 0        | 0           | .529  | 458   | 109.1    | 114      | 17          | 21       | 1     | 2        | 88       | 1     | 0        | 49    | 44       | 3.62     | 1.23    |
| 2022     | DET      | 11    | 11    | 0     | 0     | 0        | 2     | 7     | 0        | 0           | .222  | 200   | 46.2     | 58       | 13          | 8        | 0     | 0        | 26       | 0     | 0        | 31    | 30       | 5.79     | 1.41    |
| MLB：9年 | MLB：9年 | 181   | 180   | 1     | 0     | 1        | 64    | 61    | 0        | 0           | .512  | 4189  | 1008.2   | 990      | 144         | 221      | 4     | 24       | 966      | 37    | 2        | 488   | 455      | 4.06     | 1.20    |

- 2022年度シーズン終了時

### 年度別守備成績
| 年 度 | 球 団 | 投手（P） | 投手（P） | 投手（P） | 投手（P） | 投手（P） | 投手（P） |
| 年 度 | 球 団 | 試 合     | 刺 殺     | 補 殺     | 失 策     | 併 殺     | 守 備 率  |
| ----- | ----- | --------- | --------- | --------- | --------- | --------- | --------- |
| 2011  | SEA   | 28        | 8         | 17        | 1         | 1         | .962      |
| 2014  | NYY   | 13        | 2         | 9         | 1         | 0         | .917      |
| 2015  | NYY   | 27        | 9         | 19        | 2         | 0         | .933      |
| 2016  | NYY   | 32        | 9         | 22        | 2         | 1         | .939      |
| 2017  | NYY   | 17        | 6         | 14        | 1         | 2         | .952      |
| 2019  | MIN   | 26        | 5         | 6         | 0         | 0         | 1.000     |
| 2020  | MIN   | 5         | 1         | 2         | 0         | 0         | 1.000     |
| 2021  | MIN   | 22        | 2         | 11        | 1         | 1         | .929      |
| 2022  | DET   | 11        | 1         | 2         | 0         | 0         | 1.000     |
| MLB   | MLB   | 181       | 43        | 102       | 8         | 5         | .948      |

- 2022年度シーズン終了時

### 表彰
- ルーキー・オブ・ザ・マンス：1回（2011年4月）

### 記録
- MLBオールスターゲーム選出：1回（2011年）

### 背番号
- 36（2011年）
- 35（2014年 - 2017年、2019年 - 2021年）
- 38（2022年）